# アニトラ (小惑星)
アニトラ (1016 Anitra) は、小惑星帯に位置する小惑星。ハイデルベルクのケーニッヒシュトゥール天文台でドイツの天文学者カール・ラインムートが発見した。
ノルウェーの劇作家ヘンリック・イプセンの戯曲『ペール・ギュント』の登場人物にちなんで命名された。